# 알제리 리그 2
알제리 리그 2(프랑스어: Algerian Ligue 2)는 알제리의 차상위 축구 리그이다. 
간단히 리그 2(프랑스어: Ligue 2), 또는 알제리 리그 프로페시오넬 2(프랑스어: Algerian Ligue Professionnelle 2, 아랍어: الرابطة الجزائرية المحترفة الأولى لكرة القدم) 및 '챔피온 내셔널 2'(프랑스어: Championnat d'Algérie de football de deuxième division, 아랍어: الرابطة الجزائرية الثانية لكرة القدم)라는 이름으로 불린다 Amateur 가 관리하며 32개 클럽이 경쟁하며 각 그룹의 두 챔피언은 알제리 리그 프로페시오넬 1 로 승격되고 각 그룹의 하위 3개 팀은  인터-리지언스 디비전으로 강등된다. 2010년부터 2020년까지 프로까지는 프로 리그였다.